# أنطونيو لوبيز ريبيرو
أنطونيو لوبيز ريبيرو (بالبرتغالية: António Lopes Ribeiro‏) هو مونتير وكاتب سيناريو ومنتج أفلام ومخرج برتغالي، ولد في 16 أبريل 1908 في لشبونة في البرتغال، وتوفي بنفس المكان في 14 أبريل 1995.

## وصلات خارجية
- أنطونيو لوبيس ريبيرو على موقع IMDb (الإنجليزية)
- أنطونيو لوبيس ريبيرو على موقع ألو سيني (الفرنسية)
- أنطونيو لوبيس ريبيرو على موقع أول موفي (الإنجليزية)
- أنطونيو لوبيس ريبيرو على موقع قاعدة بيانات الفيلم (الإنجليزية)
- أنطونيو لوبيس ريبيرو على موقع كينوبويسك (الروسية)